# 张孝祥
張孝祥（1132年—1169年），字安國，号于湖居士，歷陽烏江（今安徽和縣東北）人。南宋詞人、政治家。

## 生平

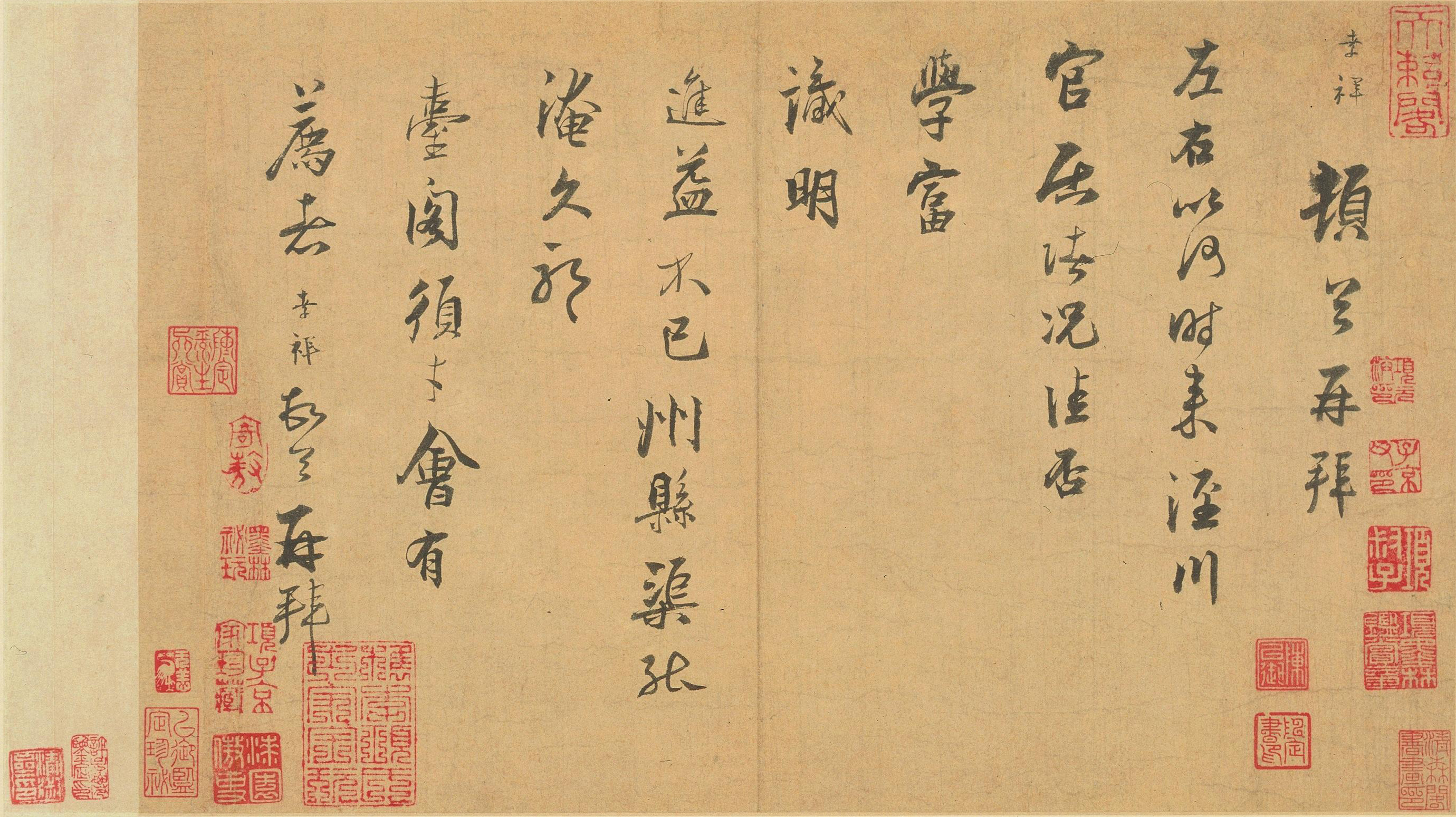
行书泾川帖

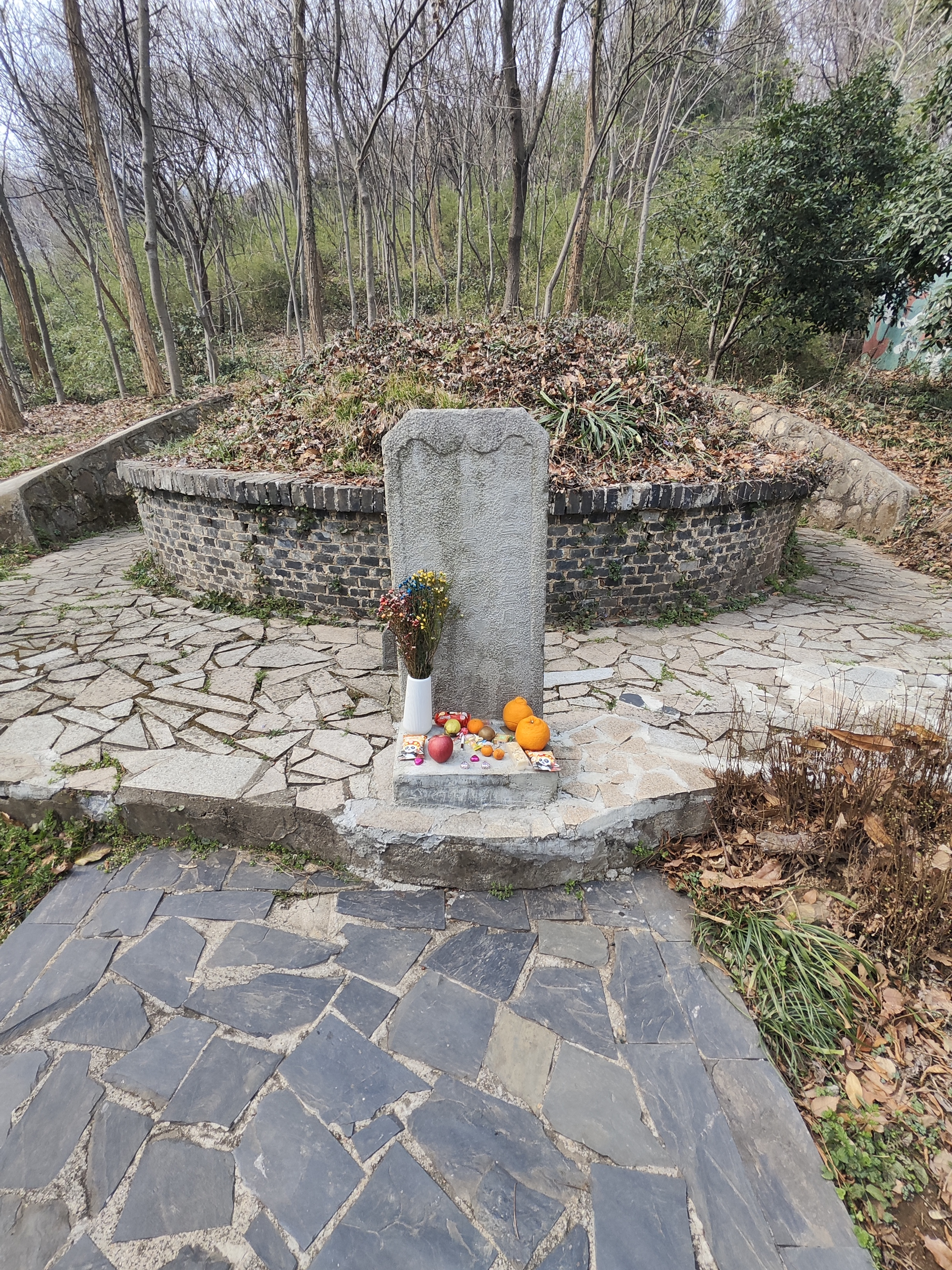
词人张孝祥墓，现位于南京老山国家森林公园内

先祖曾居历阳乌江（今安徽和县），再迁明州（今宁波），为唐代诗人张籍的七世孙。
生于明州鄞县桃源鄉（今宁波市海曙区横街镇）。宋高宗绍兴二十四年（1154年），廷试第一。唱第之時，秦檜黨羽曹詠（參見《樹倒猢猻散》賦）于殿廷請婚。孝祥受揖不答。于是檜黨搜羅其父罪狀下獄。孝祥本有可意者，此時無奈，娶次舅時氏女為妻，遣同居李氏入浮山為女道士（近人考證）。
時氏早卒，被喻樗选为女婿。后因赞成张浚北伐，事败被革职。又为荆南湖北路安抚使，興修水利，颇有治绩。紹興二十九年（1159），御史中丞汪徹弹劾汤思退，孝祥受牵连被免官。不久又起知撫州。孝宗即位，出知平江府。召為中書舍人，再遷直學士院兼都督府參贊軍事。乾道五年（1169年），以疾請歸，以顯謨閣直學士致仕。是年，與虞允文在芜湖舟中飲食，中暑卒。
孝祥才思足敏，词風清俊爽朗，佳處直逼苏轼。史稱其“尝慕东坡，每作为诗文，必问门人曰：‘比东坡如何？’”今存《湖集》40卷、《湖词》1卷。
中秋過洞庭調寄《念奴嬌》見其本領。
李氏生子張同之，1971年，張同之夫婦墓于南京江浦黃葉嶺被發現，出土墓誌確定與嗣父張孝祥的本生父子關系。

## 延伸阅读
[在维基数据编辑]
 在维基文库阅读此作者作品
 《宋史·卷389》，出自脱脱《宋史》